# Золотой орёл (галера, 1699)
«Золотой орёл» — галера Азовского флота России, построенная кумпанством Ростовского митрополита.

## Описание галеры
Одна из 18 деревянных галер, построенных для нужд Азовского флота кумпанствами. Проектная длина галеры должна была составлять 38,1 метра, а ширина — 7,3 метра, в действительности же, как и у других таких галер размеры, размеры судна не соответствовали проектным.
Галера помимо парусного вооружения была оборудована 14 парами вёсел, а её артиллерийское вооружение могли составлять от 21 до 27 орудий, из которых шесть 12-фунтовых пушек и от 15 до 21 фальконета.
Одна из двух галер Российского императорского флота, носивших это наименование. Также в составе Балтийского флота несла службу одноимённая галера  1704 года постройки.

## История службы
Галера «Золотой орёл» была заложена на стапеле Воронежского адмиралтейства в 1697 года и после спуска на воду в 1699 году вошла в состав Азовского флота России.
В кампанию 1711 года в составе эскадры под общим командованием вице-адмирала К. И. Крюйса, находилась в готовности к выходу в море под командованием капитана 3-го ранга Л. М. Дамиани. При передаче Азова Турции в августе того же года была переведена в Черкасск, где командир галеры был оставлен заведовать переведёнными туда судами и их экипажами.
По окончании службы после 1716 года галера «Золотой орёл» была разобрана.

### Комментарии
1. ↑  Или 14 банок[2].